# Eupambolus amankutani
Eupambolus amankutani är en stekelart som beskrevs av Sergey A. Belokobylskij 1985. Eupambolus amankutani ingår i släktet Eupambolus och familjen bracksteklar. Inga underarter finns listade i Catalogue of Life.